# Khwaja Bahawuddin (distrikt)
Khwaja Bahawuddin är ett distrikt i Afghanistan. Det ligger i provinsen Takhar, i den nordöstra delen av landet, 300 kilometer norr om huvudstaden Kabul.
Distriktet beräknades år 2022 ha cirka 27 000 invånare.